# Маршрут (телесериал)
«Маршрут» — российский приключенческий телесериал. В центре сюжета — история поиска сокровищ, утерянных во время Великой Отечественной войны и путешествие в горы семьи Виктора.

## Сюжет
В сентябре 1941 года из керченского музея эвакуировали клад, обнаруженный при раскопках горы Митридат. Об этом сокровище стало известно фашистской разведке, которая снарядила специальный отряд из археологов. Его целью было любой ценой заполучить клад. Однако сокровище было потеряно.
В середине 70-x годов часть драгоценностей была найдена. В это же время происходит трагические событие: неподалёку от места, где нашли клад, на популярном туристском маршруте № 30 из Адыгеи в Сочи, в районе горы Фишт летом погибли 21 человек. Несколько туристов, проявив себя не с лучшей стороны, выжили. Их отыскали в горах инструкторы-спасатели. Один из уцелевших потерял в этом походе свою девушку.
На протяжении многих лет этот трагический случай не давал ему покоя. Он решает с женой и двумя детьми пройти этот маршрут до конца. В горах Кавказа он встречает того самого инструктора, который спас его в прошлом. Инструктор соглашается провести его с семьей по маршруту № 30.
Одновременно с ними на маршруте оказываются группы, возглавляемые бывшим сотрудником КГБ и внуком немецкого археолога, оставшегося в живых в 1941 году.

## В ролях
- Игорь Лифанов — Виктор
- Елена Дробышева — Наталья, жена Виктора
- Яна Чигир — Марина, дочь Виктора
- Иван Лучинцев — Артёмка, сын Виктора
- Александр Абдулов — Тембот, инструктор
- Сергей Краснов — Тембот в молодости
- Алиса Богарт — Настя, жена Тембота
- Антон Михайлов — Анчок, сын Тембота
- Наталья Аринбасарова — Псухогуаше, «хозяйка рек»
- Юрий Беляев — полковник-отставник
- Василий Мищенко — «Шутник», напарник полковника
- Виктор Сергачев — Ханс, немецкий археолог
- Александр Лойе — Ханс в молодости
- Дмитрий Бедарев — Отто, внук Ханса
- Владимир Миронов — Курт, друг Отто
- Николай Ковбас — Селиванов, начальник Тембота
- Никита Тезов
- Александр Соловьёв
- Дмитрий Жулин
- Алла Фомичёва
- Евгений Березовский
- Константин Кожевников — Генрих
- Александр Рязанцев
- Ксения Кузнецова — Таня, заведующая архивом
- Надежда Селиванова
- Виктория Пищикова
- Александр Васильев
- Ирина Соболева — Света
- Леонид Тимцуник — начальник МЧС
- Дмитрий Мазуров
- Юрий Осипенко
- Дмитрий Горевой — парень Марины
- Элан Глотов — особист НКВД

## Съёмки
Съёмки сериала проходили на южных отрогах Главного кавказского хребта, в долине реки Мзымта, а также на кордоне Пслух. Географически это не соответствует тем местам, где в самом фильме разворачиваются действия, но располагается в той же горной системе.
Во время съёмок артисты не всегда прибегали к помощи дублёров и часть сцен играли без их участия. В горной реке актёр Дмитрий Бердарев повредил руку, что в итоге привело к заражению и ему пришлось оказывать медицинскую помощь. В фильме можно заметить, что на руке у него повязка.

## Реальные события
Сценарий фильма базируется на двух реальных исторических событиях: это гибель туристов на маршруте № 30 и пропажа клада (т. н. Марфовского клада), эвакуируемого из Керченского музея. Подробности, датировки и ряд других моментов, которые фигурируют в сериале, достаточно сильно отличаются от реальных.